# Miss Îles Vierges des États-Unis

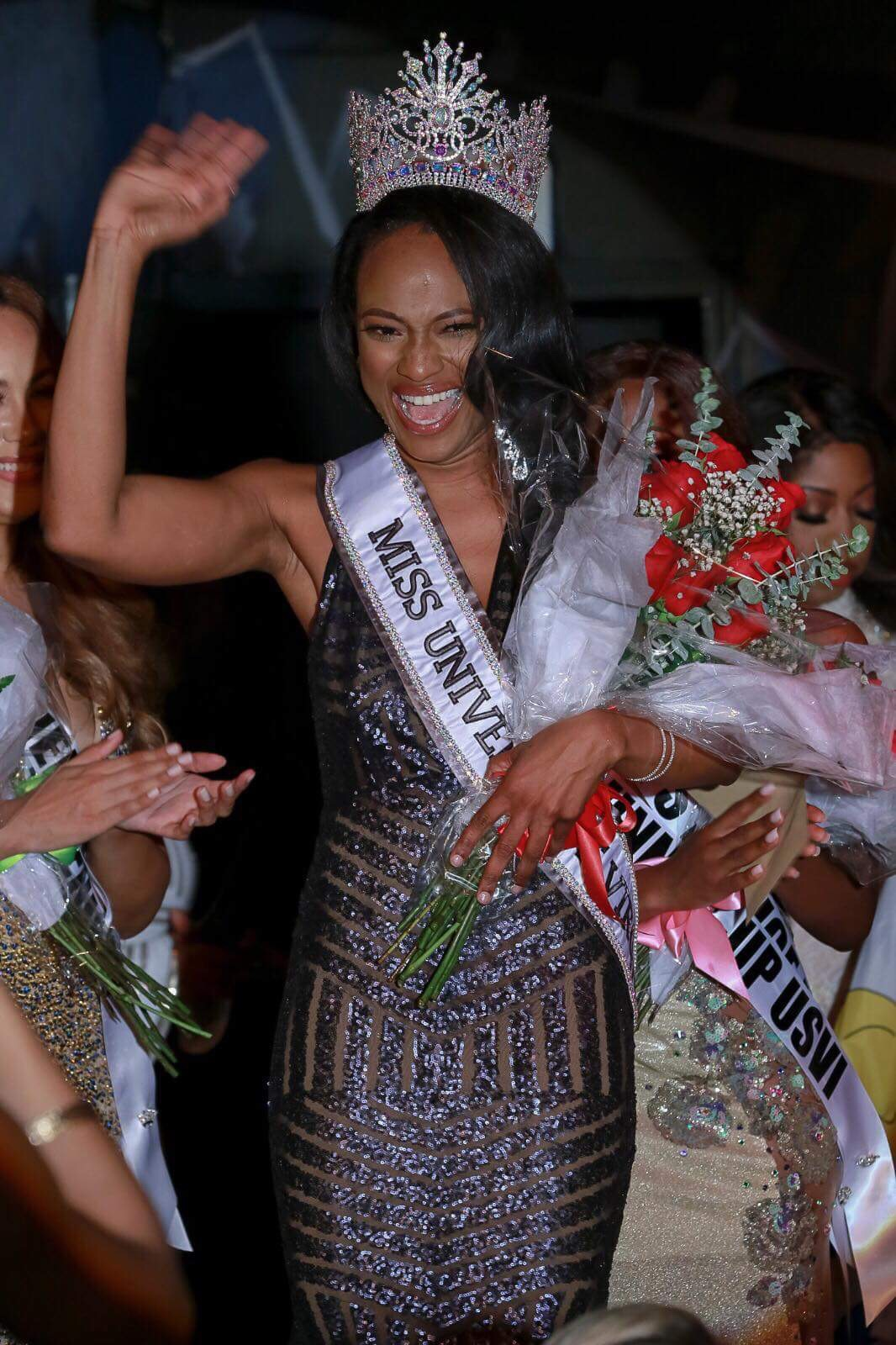
Aniska Tonge est couronnée Miss Îles Vierges américaines le 11 août 2018 à St. Thomas

Miss Îles Vierges américaines est un concours de beauté féminine, destiné aux jeunes femmes habitantes et de nationalité vierge américaine.
La sélection permet de représenter le pays au concours de Miss Univers.

## 1961-1978
Miss Universe Virgin Islands
- 1961  Priscila Bonilla
- 1962  Juanita Monell
- 1967  Gail Garrison
- 1968  Sadie Sargeant
- 1971  Cherrie Raphaelia Creque Top 10 Semi-finalists
- 1972  Carol Krieger
- 1973  Cindy Richards
- 1974  Thelma Yvonne Santiago
- 1975  Julia Florencia Wallace
- 1976  Lorraine Patricia Baa
- 1977  Denise Naomi George
- 1978  Barbara M. Henderson

## Miss US Virgin Islands
- 1979  Linda Torres
- 1980  Deborah Velisa Mardenborough
- 1981  Marise Cecile James
- 1982  Ingerborg Hendricks
- 1983  Julie Elizabeth Woods
- 1984  Patricia Maria Graham
- 1985  Mudite Alda Henderson
- 1986  Jasmine Olivia Turner
- 1987  Feliza Ramone Bencosme
- 1988  Heather Carty
- 1989  Nathalie Lynch
- 1991  Monique Lindesay Miss Congeniality
- 1992  Cathy-Mae Sitaram
- 1993  Sheryl Simpson
- 1995  Kim Marie Ann Boschulte
- 1997  Vania Thomas
- 1998  Leah Webster
- 1999  Sherece Shurmain Smith

| Année | Nom                   | Placement         |
| ----- | --------------------- | ----------------- |
| 2001  | Lisa Hasseba Wayne    |                   |
| 2002  | Merlisa Rhonda George | Miss Congeniality |
| 2005  | Tricia Homer          | Miss Congeniality |
| 2006  | JeT’aime Cheree Cerge |                   |
| 2007  | Renata Christian      |                   |
| 2010  | Janeisha John         |                   |
| 2011  | Alexandrya Evans      |                   |
| 2016  | Carolyn Carter        |                   |
| 2017  | Esonica Veira         |                   |
| 2018  | Aniska Tonge          |                   |
| 2019  | Andrea Piecuch        |                   |
| 2024  | Stephany Andujar      |                   |